# Harry Breiland
Harry Bertil Breiland, född 15 december 1919 i Narvik, död 13 februari 1951 i Stockholm, var en svensk konstnär.
Han var son till privatdetektiven Harald Breiland och Olga Söderström samt bror till Curt Breiland. Breiland studerade vid Otte Skölds målarskola i Stockholm 1946-1948 samt för Simon Sörman vid Académie Libre och under studieresor till bland annat England och Norge. Tillsammans med Eric Hägglund ställde han ut i Sollefteå 1948 och han medverkade i grupputställningar på Rålambshof i Stockholm.
Hans konst består av figurer och landskapsmålningar från Ångermanland i akvarell eller olja. 